# 等萼佛甲草
等萼佛甲草（学名：Sedum triangulisepalum）为景天科景天属的植物，是台灣的特有植物。分布于海拔500米至2,000米的地区。 